# Vedi
Vedi (örményül: Վեդի város Örményországban Ararat tartományában. A Vedi folyó mentén fekszik. A Vernasan nevű félédes borról ismert. Lakosainak száma 13242.

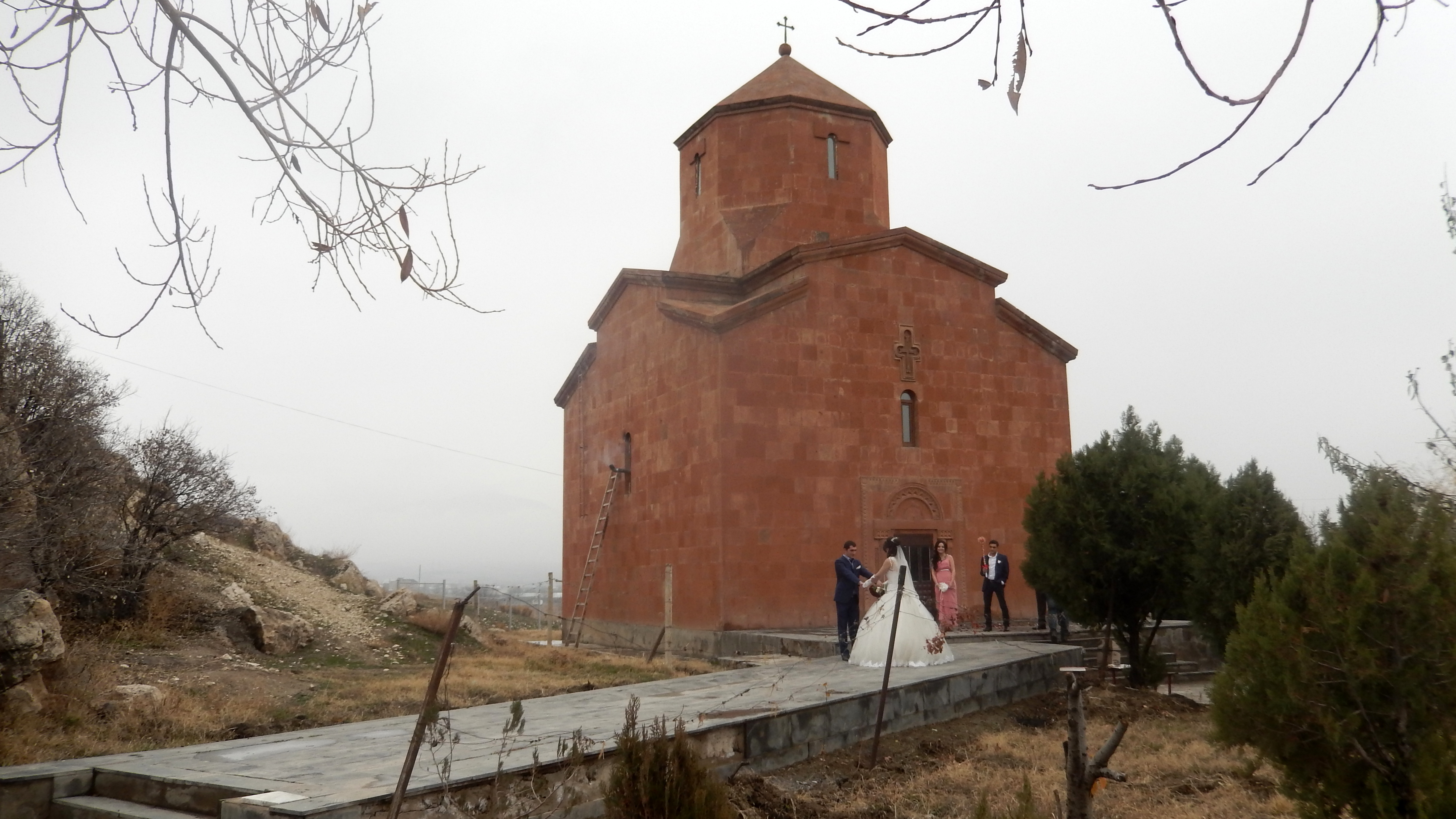
St. Astvatsatsin Church